# Serra de Rates
A serra de Rates é uma pequena cadeia montanhosa que divide o concelho da Póvoa de Varzim em Portugal Continental.
O principal monte adjacente da serra é o monte de São Félix (202 metros). O segundo maior monte é o monte da Cividade (153 metros).
A Serra está povoada desde tempos ancestrais. Conhecem-se dois castros no topo dos seus principais montes e outros dois a nascente deste. De destacar a Cividade de Terroso, um dos maiores castros conhecidos; no entanto é reconhecido por ser um dos que por mais tempo foram habitados. Durante o domínio romano da região, estes construíram uma estrada que atravessava toda a serra.
A Serra divide o concelho da Póvoa de Varzim em duas áreas diferentes: a planície litoral e a montanha. As florestas são mais abundantes no interior e os solos têm menor influência marinha, o que, em última análise, molda a agricultura em ambas as partes do concelho, tornando-as diferenciadas.
A serra está envolta em lendas que estão na origem das devoções a São Pedro de Rates e São Félix.
Na Serra do Monte e Monte de Guardais situa-se o núcleo da Vila de São Pedro de Rates, que contrasta com o verde que o circunda, em especial durante a noite, quando as luzes das casas e das ruas da pequena vila se acendem. O local possui uma igreja milenar, a Igreja de São Pedro de Rates.
A Serra de Rates é um espaço agrícola bastante produtivo, destacando-se a produção de leite e de carne, que é a das maiores do país. De notar também a indústria de transformação de madeira.